# شلبی امریکن
شلبی امریکن (انگلیسی: Shelby American) شرکت خودروسازی آمریکایی است، که در سال ۱۹۶۲ توسط کرول شلبی تأسیس شد.